# Achrysocharoides bipunctatus
Achrysocharoides bipunctatus är en stekelart som först beskrevs av Girault 1916.  Achrysocharoides bipunctatus ingår i släktet Achrysocharoides och familjen finglanssteklar. Inga underarter finns listade i Catalogue of Life.